# Gmina Podcrkavlje
Gmina Podcrkavlje (chorw. Općina Podcrkavlje) – gmina w Chorwacji, w żupanii brodzko-posawskiej.

## Miejscowości i liczba mieszkańców (2011)
- Brodski Zdenci – 299
- Crni Potok – 0
- Donji Slatinik – 170
- Dubovik – 84
- Glogovica – 214
- Gornji Slatinik – 90
- Grabarje – 286
- Kindrovo – 87
- Matković Mala – 26
- Oriovčić – 108
- Podcrkavlje – 415
- Rastušje – 295
- Tomica – 479